# (23565) 1994 WB
1994 دابليو بي (ويعرف أيضًا باسم (23565) 1994 دابليو بي وفق تسمية الكوكب الصغير) (بالإنجليزية: 1994 WB)‏ هو كويكب ضمن حزام الكويكبات؛ وترتيبه 23565 من حيث الاكتشاف.
اكتُشف هذا الجُرم الفلكي بواسطة Dennis di Cicco ‏ في 23 نوفمبر 1994.

## وصلات خارجية
- (23565) 1994 WB في قاعدة بيانات مختبر الدفع النفاث لأجرام النظام الشمسي الصغيرة

- الاكتشاف · مخطط المدار ·  العناصر المدارية · المعلمات المادية

- (23565) 1994 WB على موقع ويكي سكاي: DSS2, SDSS, GALEX, IRAS, Hydrogen α, X-Ray, Astrophoto, Sky Map, Articles and images